# Catherine Malfois
Catherine Malfois (née le 5 août 1955 à Paris) est une ancienne joueuse française de basket-ball.

## Biographie
Elle débute en Nationale 1 à 15 ans au Clermont Université Club et en équipe de France à 17 ans.
En 1976-1977, elle devient la première joueuse française à évoluer dans un championnat étranger en Pologne au Spojnia Gdansk : « Tout a commencé par une invitation du coach de l’époque, Z.Felski, à participer avec son club à un stage de préparation en Pologne (...) Je n’avais prévenu personne, j’emportais juste un manteau pour l’hiver et deux sacs, pour un séjour qui allait durer presque un an. J’avais 21 ans, je venais de finir mes études, je n’avais pas envie de me lancer dans la vie professionnelle, je n’avais qu’une seule ambition : m’éclater en jouant au basket le plus possible et vivre une nouvelle expérience ! »
Après plusieurs saisons de titres avec les Demoiselles, elle passe plusieurs années à voyager allant même par deux fois s'expatrier en Pologne.
Après un retour au C.U.C., elle participe, avec l’arrivée de Pierre Galle, à la montée en puissance de l’AS Montferrand, Catherine Malfois est l’une des meilleures joueuses françaises des années 1980.
Elle est devenue par la suite l'ambassadrice du Trégueux Basket Côtes d'Armor.

## Club
Carrière joueuse
- 1969 - ? :  Clermont UC
- ? - ? :  Monaco
- ? - ? :  CS Toulon
- 1976 - 1977 :  Spojnia Gdansk
- ? - 1978 :  CS Toulon
- 1978 - 1979 :  Spojnia Gdansk
- 1979 - 1981 :  Clermont UC
- 1981 - ? :  AS Montferrand

Carrière entraîneur
- 1987-1988 : Besançon (NF3)
- 1988-1993 : Bourges
- 1993-1995 : Châteauroux
- 1999-2002 : Responsable du Pôle espoir de Bretagne

## Palmarès joueuse

### Club
- Championne de France : 1971, 1972, 1973, 1979, 1981

### Sélection nationale
Championnat du monde
- 7e du Championnat du monde 1979

Championnat d'Europe
- 8e du Championnat d'Europe 1987
- 11e du Championnat 'Europe 1980
- 4e du Championnat d'Europe 1978
- 4e du Championnat d'Europe 1976

Championnat d'Europe junior
- 11e du Championnat d'Europe junior 1973

Autres
- 166 sélections, 1 719 points en Équipe de France
- Début en Équipe de France le 22 février 1972 à Novi Sad contre la Yougoslavie
- Dernière sélection le 11 septembre 1987 à Cadix contre Suède

## Distinctions personnelles
- MVP de Nationale Féminine 1A : 1985, 1986
- Élue dans le Top 5 européen aux championnats d'Europe  (Poznań - Pologne 1977)
- Élue meilleure joueuse française des années 1980 par le mensuel Maxi-Basket
- Élue à l'Académie du basket-ball français en 2008

## Palmarès entraîneur
- Coupe de France : 1990, 1991
- Championnat de France N1B : 1991
- Championnat de France N2 : 1995